# Hrvati u Urugvaju
Hrvati u Urugvaju (špa. Inmigración croata en Uruguay) su osobe u Urugvaju s punim, djelomičnim, ili većinskim hrvatskim podrijetlom, ili u Hrvatskoj rođene osobe s prebivalištem u Urugvaju. Procjenjuje se da u Urugvaju živi prema UN-ovoj procjeni oko 3.300 hrvatskih iseljenika i njihovih potomaka. 

## Povijest
Prvi hrvatski doseljenici u Urugvaju spominju se još u drugoj polovini 18. stoljeća. Bili su to hrvatski pomorci koji su napuštali mletačke i španjolske brodove i ostajali u Južnoj Americi. Najstarije svjedočanstvo o tomu je oporuka Šimuna Matulića, iz 1790. g., a u kojoj se kaže da je rođen u Postirama na otoku Braču u Mletačkoj Republici. U oporuci se navodi još nekoliko imena i prezimena Hrvata koje je Matulić odredio da vode brigu o njegovim imanjima u Buenos Airesu i Montevideu. 
Godine 1837. doselio se u Montevideo iz Sutivana na otoku Braču pomorac Filip Lukšić. On se tu obogatio i postao brodovlasnikom. U to su vrijeme u Urugvaj doselili i drugi hrvatski iseljenici, ali ne u znatnijem broju, koji su uglavnom bili pomorci. Uočljivije iseljavanje Hrvata, uglavnom iz Dalmacije, u Urugvaj otpočelo je krajem 19. stoljeća. 
Uoči i poslije I. svjetskog rata započelo je iseljavanje većeg broja Hrvata u Urugvaj, koji su se većinom nalazili u glavnom gradu Montevideu. Naselili su i Cochillas (kamenolom) te Coloniu i Carmelo gdje su se bavili pomorstvom.

## Kultura
U Montevideu hrvatski iseljenici osnovali su 1928. godine Hrvatski dom "Hogar Croata Montevideo", a 2008. g. proslavili 80. godišnjicu neprekidnog djelovanja. U okviru ovog Doma okupljaju se hrvatski potomci, a postoji i športski odjel (nogomet, šah), te biblioteka. Hrvatski dom također je organizirao učenje hrvatskog jezika. Drugih hrvatskih klubova u ovoj zemlji nema. U Montevideu postoji i Urugvajsko-Hrvatska gospodarska komora.
U Urugvaju ne postoji katolička misija, ali hrvatski svećenik povremeno iz Buenos Airesa dolazi u Montevideo te služi mise za hrvatske iseljenike.
U Urugvaju je 8. srpnja 2001. g. blagoslovljen i otvoren Trg Republike Hrvatske u poznatom turističkom mjestu Punta del Esteu. 
Putopisnu knjigu o Hrvatima u Urugvaju, Peruu i Čileu napisala je hrvatska književnica i novinarka Grozdana Cvitan. 2006. je godine monografiju o urugvajskim Hrvatima objavio Eduardo R. Antonich "Croacia y los Croatas en Uruguay" (Hrvatska i Hrvati u Urugvaju) .

## Zanimljivosti
- U Urugvaju je 8. srpnja 2001. g. blagoslovljen i otvoren Trg Republike Hrvatske u poznatom turističkom mjestu Punta del Esteu. Trg je otvoren zahvaljujući velikom zanimanju članova hrvatske zajednice iz Montevidea i Punta del Estea.

- Epizoda serije Todas las mujeres nosi naslov Croacia, Nigeria, Uruguay.[3]

## Poveznice
- Dodatak:Popis poznatih urugvajskih Hrvata
- Arboretum i muzej Antonio D. Lussich
- Colonia Nicolich

## Vanjske poveznice
- (špa.) Los croatas de Uruguay - parte I , kanal Studie croatice na YouTubeu
- (špa.) Los croatas de Uruguay - parte II , kanal Studie croatice na YouTubeu
- (špa.) Los croatas de Uruguay - (1/6) Arboretum Lussich - Punta Ballena, kanal Studie croatice na YouTubeu
- (špa.) Los croatas de Uruguay - (2/6) Arboretum Lussich - Punta Ballena, kanal Studie croatice na YouTubeu
- (špa.) Los croatas de Uruguay - (3/6) Arboretum Lussich - Punta Ballena , kanal Studie croatice na YouTubeu
- (špa.) Los croatas de Uruguay - (4/6) Arboretum Lussich - Punta Ballena , kanal Studie croatice na YouTubeu
- (špa.) Los croatas de Uruguay - (5/6) Arboretum Lussich - Punta Ballena, Maldonado, kanal Studie croatice na YouTubeu
- (špa.) Los croatas de Uruguay - (6/6) Arboretum Lussich - Punta Ballena , kanal Studie croatice na YouTubeu
- (špa.) Los croatas de Uruguay - Plaza Croacia en Punta del Este , kanal Studie croatice na YouTubeu
- (špa.) Hrvatski dom u Montevideu  Arhivirana inačica izvorne stranice od 3. rujna 2013. (Wayback Machine), sadrži podatke o povijesti Hrvata u Urugvaju
- (špa.) Uruguay y Croacia firman convenio de cooperación para la cultura, ciencia y educación
- (špa.) Un “croata” en el carnaval uruguayo, El Pais (Croata845 - Gustavo Vodanovich)